# Ippolita Maria Sforza

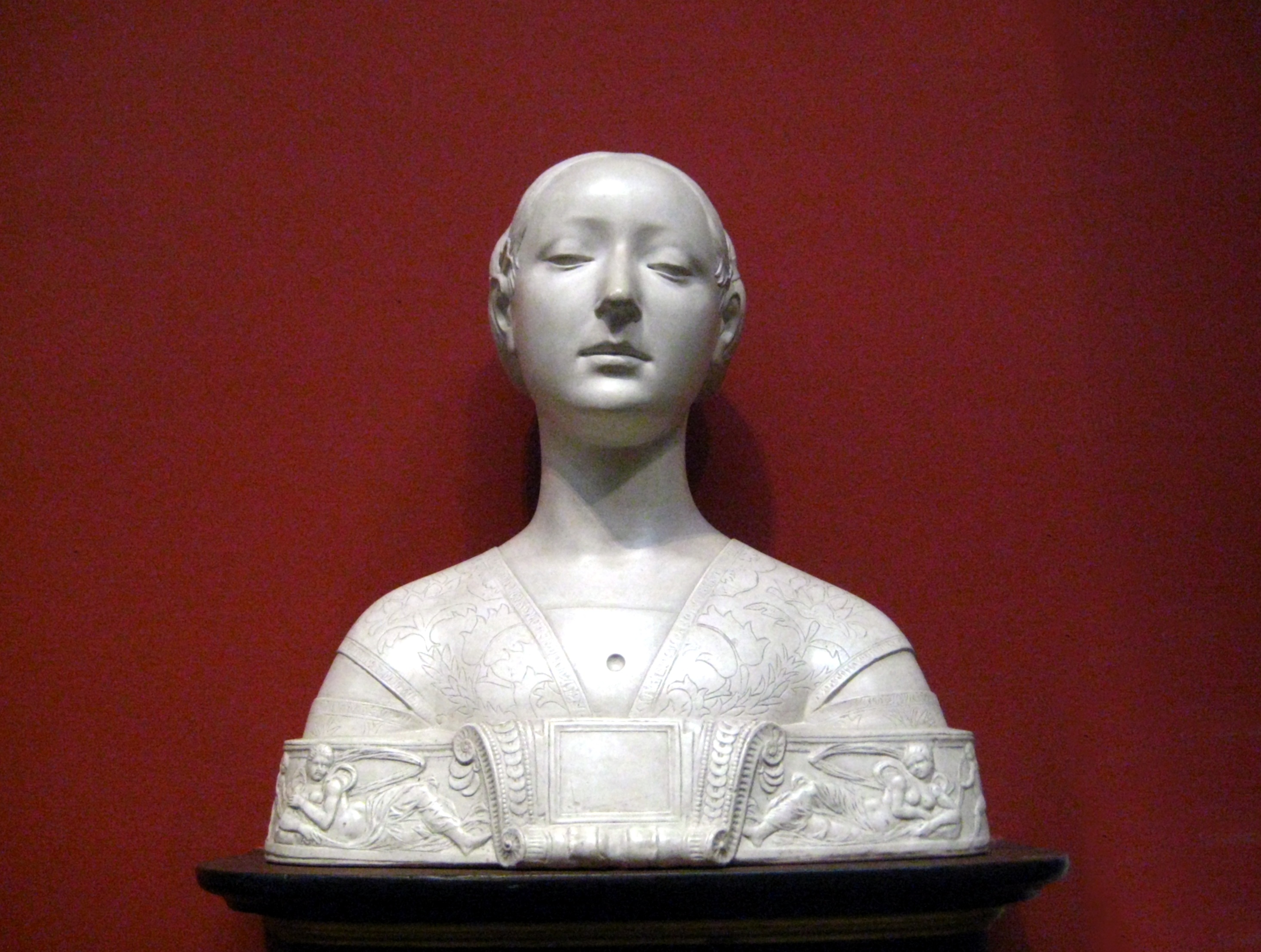
Francesco Laurana, Ippolita Maria Sforza

Ippolita Maria Sforza (Cremona, 18 april 1446 — Napels, 20 augustus 1484), Hertogin van Calabria, was een telg uit het huis Sforza, dat regeerde over het hertogdom Milaan van 1450 tot 1535. Zij was de eerste echtgenote van Alfons, hertog van Calabria, de latere koning Alfons II van Napels.

## Familie
Ippolita werd geboren te Cremona, als oudste dochter van Francesco Sforza, hertog van Milaan, en Bianca Maria Visconti. Ippolita had zes broers en een jongere zus. Haar grootvaders waren van vaderszijde Muzio Attendolo en van haar moederszijde Filippo Maria Visconti.

## Jeugd en opleiding
Ippolita was een intelligente en welopgevoede jonge vrouw. Zij werd onderwezen door de Griek Constantijn Lascaris, die haar filosofie en Grieks leerde. Samen met haar broers en zus kreeg ze les binnen de paleismuren. Toen ze veertien jaar oud was schreef zij, in het Latijn, een brief aan paus Pius II te Mantua, welke bekend werd toen deze als manuscript werd uitgebracht.
Ippolita schreef veel brieven. Deze zijn in Italië gepubliceerd in de bundel De brieven van Ippolita Maria Sforza. In 1893 publiceerde F. Gabotto te Bologna een collectie brieven van haar uit de tijd dat zij in Napels verbleef, van 1475 tot 1482. Tevens schreef zij poëzie, ook in het Latijn.

## Huwelijk en kinderen
Op 10 oktober 1465 huwde Ippolita, negentien jaar oud, te Milaan met Alfons, graaf van Calabria, de oudste zoon van koning Ferdinand I van Napels en diens echtgenote Isabella van Clermont. Alfons zou later kort regeren als koning Alfons II van Napels. Ippolita werd nooit gekroond tot koningin, aangezien zij tien jaar voor haar mans kroning overleed. Het huwelijk van Alfons en Ippolita was een politiek voordeel en het creëerde een machtige verstandhouding tussen het koninkrijk Napels en het hertogdom Milaan. Ippolita was Alfons' eerste echtgenote. Ze was ongelukkig in haar huwelijk vanwege Alfons' openlijke omgang met zijn maîtresse. 
Ippolita en Alfons hadden drie kinderen:
- Ferdinand (1469–1496), huwde met Johanna van Napels (1479–1518), dochter van Ferdinand I
- Isabella van Napels (1470-1524), huwde met haar volle neef Gian Galeazzo Sforza (1495–1558)
- Piero (1472-1491)

Ippolita Maria overleed te Napels op 20 augustus 1484, zij werd 38 jaar. Haar echtgenoot huwde meteen met zijn maîtresse Trogia Gazzella, bij wie hij al twee buitenechtelijke kinderen had, geboren in de tijd dat Ippolita nog leefde.